# 17178 Caitlinrita
17178 Caitlinrita è un asteroide della fascia principale. Scoperto nel 1999, presenta un'orbita caratterizzata da un semiasse maggiore pari a 3,116913 UA e da un'eccentricità di 0,199384, inclinata di 5,084596° rispetto all'eclittica. Ha un diametro di 8,554 km. Ha un periodo di rotazione di 9,067 ore.